# Макакіло (Гаваї)
Макакіло (англ. Makakilo) — переписна місцевість (CDP) в США, в окрузі Гонолулу штату Гаваї. Населення — 19 877 осіб (2020).

## Географія
Макакіло розташоване за координатами 21°21′32″ пн. ш. 158°4′52″ зх. д. / 21.35889° пн. ш. 158.08111° зх. д. (21.359008, -158.081229).  За даними Бюро перепису населення США в 2010 році переписна місцевість мала площу 9,89 км², уся площа — суходіл.

## Демографія
Згідно з переписом 2010 року, у переписній місцевості мешкало 18 248 осіб у 5449 домогосподарствах у складі 4470 родин. Густота населення становила 1845 осіб/км².  Було 5768 помешкань (583/км²).
Расовий склад населення:
| - 30,6 % — азіатів - 23,8 % — білих - 8,6 % — вихідців з тихоокеанських островів - 2,9 % — чорних або афроамериканців - 0,2 % — корінних американців - 1,2 % — осіб інших рас |

До двох чи більше рас належало 32,7 %. Частка іспаномовних становила 13,3 % від усіх жителів.
За віковим діапазоном населення розподілялося таким чином: 28,6 % — особи молодші 18 років, 63,1 % — особи у віці 18—64 років, 8,3 % — особи у віці 65 років та старші. Медіана віку мешканця становила 33,4 року. На 100 осіб жіночої статі у переписній місцевості припадало 100,4 чоловіків;  на 100 жінок у віці від 18 років та старших — 96,1 чоловіків також старших 18 років.
Середній дохід на одне домашнє господарство  становив 116 923 долари США (медіана — 105 765), а середній дохід на одну сім'ю — 119 866 доларів (медіана — 107 034). Медіана доходів становила 58 398 доларів для чоловіків та 45 236 доларів для жінок. За межею бідності перебувало 4,3 % осіб, у тому числі 3,8 % дітей у віці до 18 років та 9,7 % осіб у віці 65 років та старших.
Цивільне працевлаштоване населення становило 10 222 особи. Основні галузі зайнятості: освіта, охорона здоров'я та соціальна допомога — 23,5 %, публічна адміністрація — 14,4 %, роздрібна торгівля — 12,6 %.